# Strandhotellet
Strandhotellet är en svensk kriminal-dramaserie som hade premiär den 7 mars 2023 på TV3 och på strömningstjänsten Viaplay. Serien är skapad av Camilla Läckberg och regisserad av Tereza Andersson, Frida Hallgren, Andreas Lindergård och Peter Lindmark. Första och även andra säsongen består av åtta avsnitt.
Seriens andra säsong hade premiär den 22 augusti 2023. I samband med premiären meddelades att serien blivit förnyad med en tredje och en fjärde säsong.

## Handling
Strandhotellet kretsar kring de två rivaliserande familjerna Grip och Gyllenmark och utspelar sig i den fiktiva kuststaden Saltsjövik. Serien inleds med en fest för att fira hotellägaren Werner Gyllenmarks 60-årsdag. Till festen är "alla" bjudna, vilket även inkluderar ärkefienden Egil Grip. Firandet slutar med en olycka som påverkar alla boende i Saltsjövik. Frågan väcks om det verkligen rör sig om en olycka. Hemligheter som invånarna i staden gör sitt bästa för att dölja börjar sakta komma upp till ytan.

## Rollista (i urval)
| Samuel Fröler               | – Werner Gyllenmark |
| Filip Wolfe Sjunnesson      | – Sebastian         |
| Irina Eidsvold Tøien        | – Marianne          |
| Peter Eriksson              | – Svante            |
| Ellen Lion Siöö             | – Lojsan            |
| Rennie Mirro                | – Martin            |
| Rojan Telo                  | – Aksel             |
| Kimiya Faghih               | – Shirin            |
| Anna Fahlstedt              | – Tone              |
| Ylvali Rurling              | – Lilja             |
| Caroline Johansson Kuhmunen | – Gabrielle         |
| Sofia Karemyr               | – Julie Grip        |
| Jenny Ulving                | – Vendela           |
| Ruben Karsberg              | – Lukas             |
| Görel Crona                 | – Klara             |
| Marianne Mörck              | – Inez              |
| David Lenneman              | – Torbjörn          |
| Dennis Storhøi              | – Egil              |
| Camilla Läckberg            | – Sussie            |
| Bengt Bauler                | – Olle              |

## Produktion
Serien är producerad av Jenny Grewdahl på Creative Society Production. Inspelningen påbörjades i Varberg i augusti 2022.